# Kostel Narození Panny Marie (Záchlumí)
Kostel Narození Panny Marie v Záchlumí na Tachovsku je v historických záznamech poprvé zmíněn již koncem 14. století. Je chráněn jako kulturní památka České republiky.

## Historie
Kostel je poprvé zmiňován spolu se vsí v roce 1377. Na přelomu 17. a 18. století byl z rozhodnutí hraběnky Zuzany Antonie z Vrtby barokně přestavěn. V roce 1828 k němu byla přistavěna věž.
Ve 2. polovině 20. století kostel velice zchátral. Míval cibulovitou báň, v roce 1996 však musela být snesena. V roce 2007 obec a církev zahájily rekonstrukci kostela. Loď a presbytář získaly novou střechu. Zatím nebyla opravena fasáda, kostel je také zdevastovaný uvnitř.

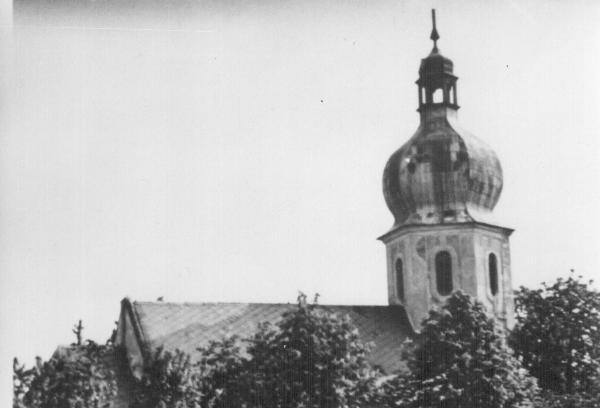
Kostel s původní cibulovou bání (asi 1944)